# Штег (Лихтенштейн)
Штег (нем. Steg) — деревня в Лихтенштейне в общине Тризенберг. Расположена на юге центральной части страны на восточном берегу реки Замина напротив деревни Зюкка.
Население — около 50 человек, высота над уровнем моря — 1500 м. Делится на две части:
- Грос-Штег («Большой Штег») — северная часть
- Клайн-Штег («Малый Штег») — южная часть

Две части деревни соединяются дорогой, ведущей к Мальбуну.
Недалеко от деревни расположен горнолыжный подъёмник, а также трасса для лыжных гонок длиной 19 километров. В деревне есть отель.
Недалеко от населённого пункта расположено озеро Гэнглизи.
Ранее недалеко от населённого пункта располагался 50-метровый трамплин, на котором в 1980-е годы были проведены соревнования среди детей по прыжкам.

## Галерея

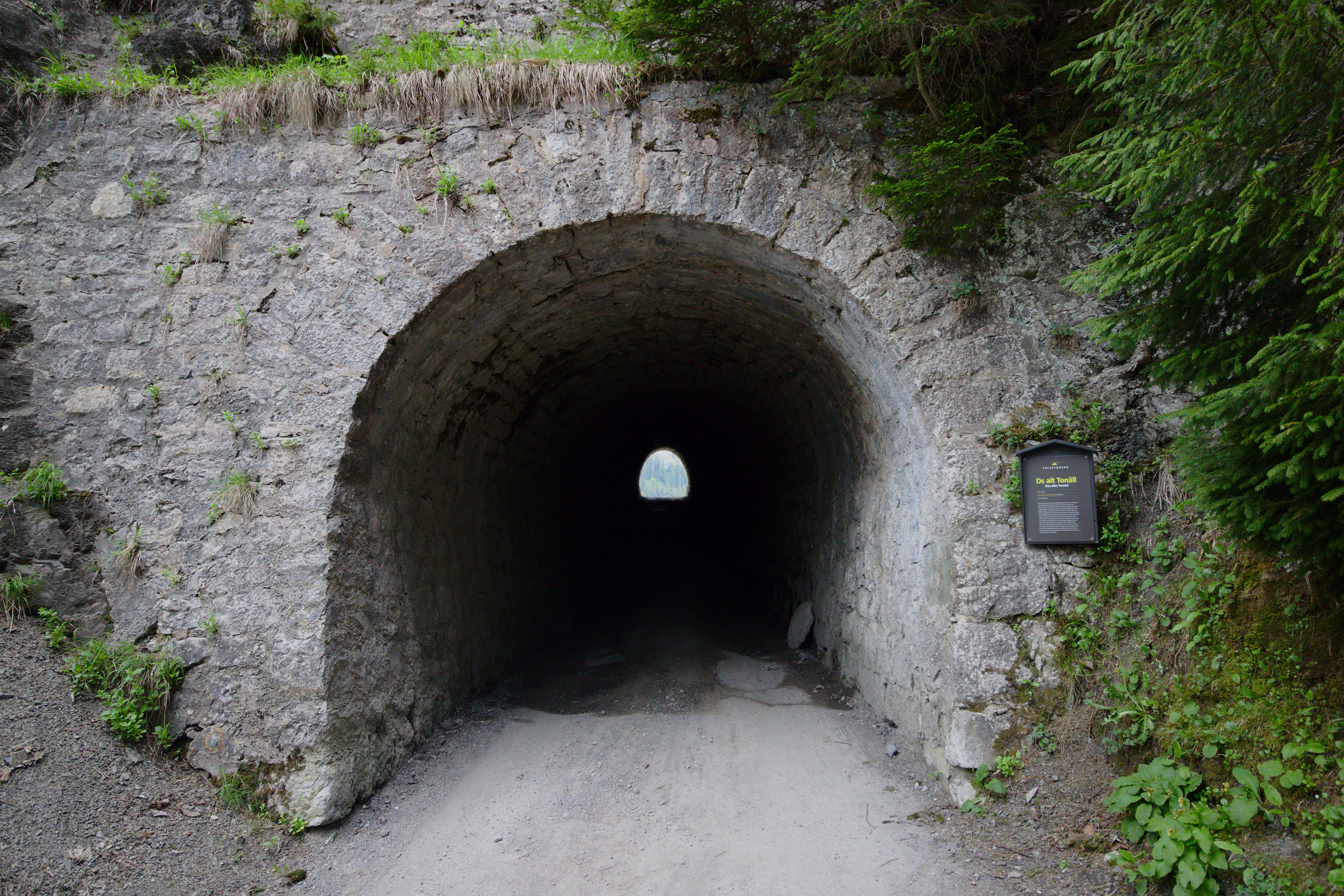
Старый туннель Штег – Гналп
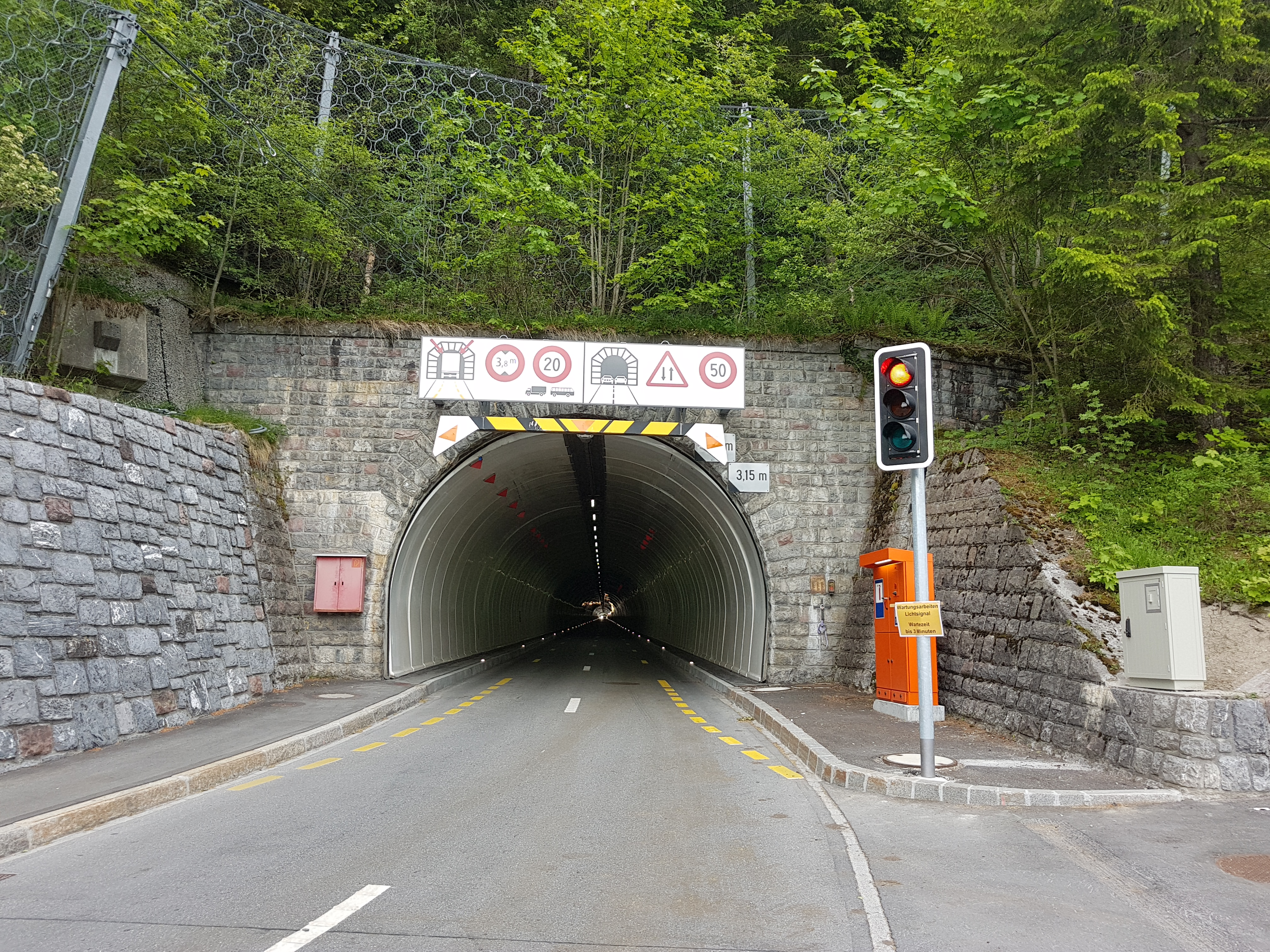
Новый туннель Штег – Гналп
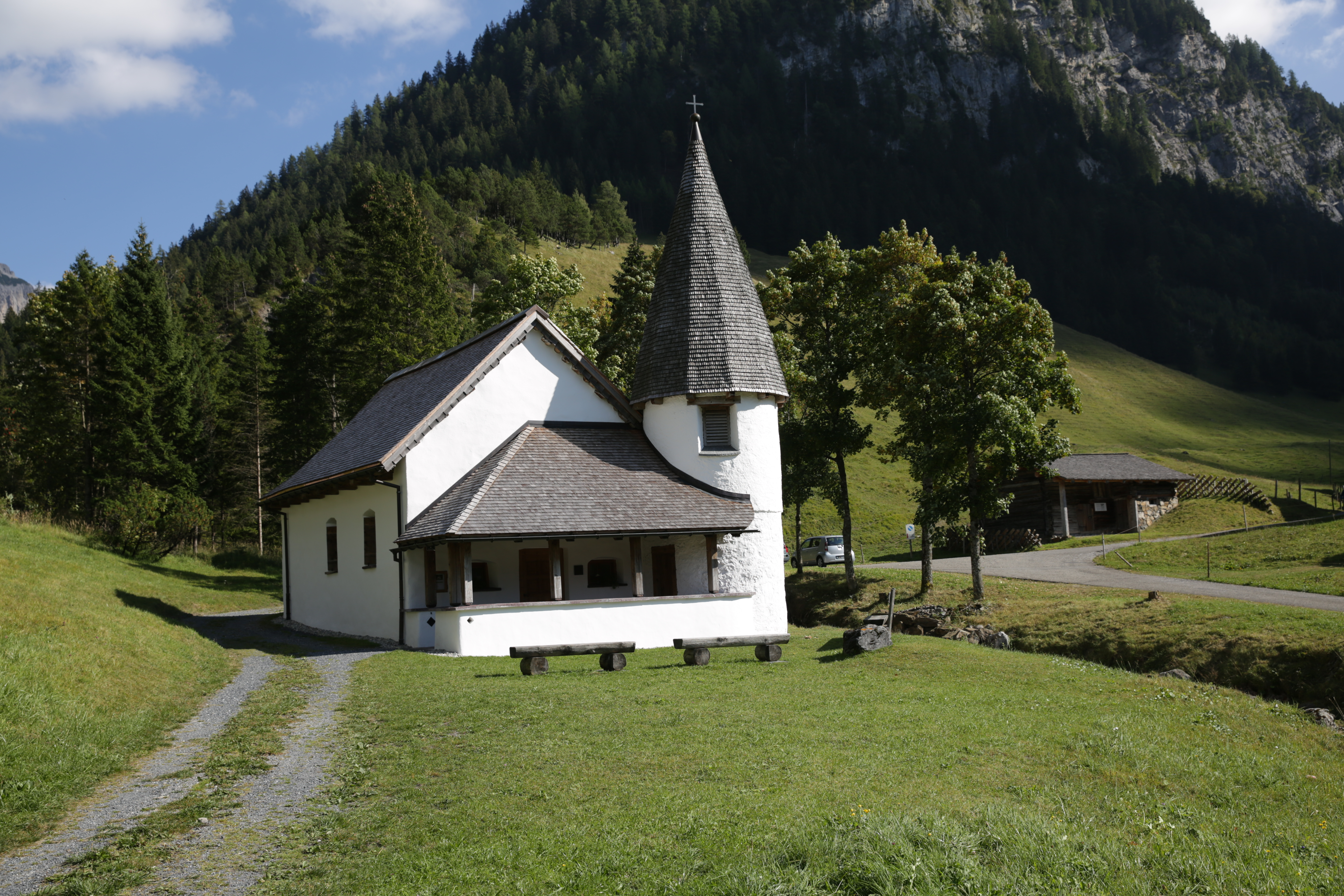
Часовня св. Венделина и св. Мартина